# Luis Estaba
Luis Alberto Estaba (Güira, Estado Sucre, 13 de agosto de 1938 - Güira, 16 de febrero de 2025) fue un boxeador profesional venezolano que fue campeón mundial del Peso minimosca por parte del CMB desde 1975 a 1977, siendo el sexto venezolano en coronarse monarca mundial después de Betulio González y el segundo boxeador en ser campeón del Peso minimosca, luego de que se le retirara el título al italiano Franco Udella, Defendió el título en once ocasiones antes de ser noqueado por el mexicano Freddy Castillo.

## Historia
Luis estaba nació en la Güiria, estado Sucre, siendo de humildes orígenes creciendo en las calles de su ciudad natal, entre peleas callejeras y múltiples trabajos. Tuvo su acercamiento al boxeo por parte de las peleas callejeras y su admiración a boxeadores como Willie Pep.

### Etapa Amateur
Como Amateur Estaba realizó alrededor de 127 Combates antes de debutar como profesional, y se dice que incluso derrotó al campeón olímpico venezolano Francisco Rodríguez y a Betulio González cuando este aun era aficionado.

## Etapa profesional

### Defensas de título
Defendió su título mundial CMB con éxito en once ocasiones y fue campeón a lo largo de tres años, derrotando a rivales como:
el japonés Takenobu Shimabukuro, los mexicanos Leo Palacios y Juan Álvarez (a quien derrotaría en dos ocasiones), al excampeón mundial italiano Franco Udella, a Rodolfo Rodríguez,que era oriundo de Argentina, además de enfrentar a los púgiles Valentin Martinez y Sor Vorasingh.

## Registro profesional
| 41 Ganadas (27 KOs), 9 Derrotas, 2 Empates |        |                        |          |                 |            |                                    |                                                       |
| Resultado                                  | Récord | Rival                  | Método   | Asalto - Tiempo | Fecha      | Localización                       | Título                                                |
| D                                          | 41-9-2 | Sor Vorasingh          | KO       | 5, (15) 1:10    | 29-07-1978 | Caracas,Venezuela                  | Pelea por el título Mundial CMB del Peso minimosca    |
| G                                          | 41-8-2 | Ricardo Estupinan      | UD       | 12              | 14-05-1978 | Caracas,Venezuela                  | Gana el título CMB FEDECARBOX del Peso minimosca      |
| D                                          | 40-8-2 | Freddy Castillo        | TKO      | 14, (15)        | 19-02-1978 | Caracas,Venezuela                  | Pierde el título Mundial CMB del Peso minimosca       |
| G                                          | 40-7-2 | Sor Vorasingh          | UD       | 15              | 30-10-1977 | Caracas,Venezuela                  | Retiene el título Mundial CMB del Peso minimosca      |
| G                                          | 39-7-2 | Orlando Hernandez      | TKO      | 15, (15)        | 18-09-1977 | Caracas,Venezuela                  | Retiene el título Mundial CMB del Peso minimosca      |
| G                                          | 38-7-2 | Juan Álvarez           | TKO      | 11, (15)        | 21-08-1977 | Puerto La Cruz,Venezuela           | Retiene el título Mundial CMB del Peso minimosca      |
| G                                          | 37-7-2 | Ricardo Estupinan      | UD       | 15              | 17-07-1977 | Puerto La Cruz,Venezuela           | Retiene el título Mundial CMB del Peso minimosca      |
| G                                          | 36-7-2 | Rafael Pedroza         | UD       | 15              | 15-05-1977 | Caracas,Venezuela                  | Retiene el título Mundial CMB del Peso minimosca      |
| G                                          | 35-7-2 | Valentin Martinez      | TKO      | 11, (15)        | 21-11-1976 | Caracas,Venezuela                  | Retiene el título Mundial CMB del Peso minimosca      |
| G                                          | 34-7-2 | Rodolfo Rodríguez      | RTD      | 11, (15)        | 26-09-1976 | Caracas,Venezuela                  | Retiene el título Mundial CMB del Peso minimosca      |
| G                                          | 33-7-2 | Franco Udella          | KO       | 3, (15) 1:10    | 18-07-1976 | Caracas,Venezuela                  | Retiene el título Mundial CMB del Peso minimosca      |
| G                                          | 32-7-2 | Juan Álvarez           | UD       | 15              | 02-05-1976 | Caracas,Venezuela                  | Retiene el título Mundial CMB del Peso minimosca      |
| G                                          | 31-7-2 | Leo Palacios           | UD       | 15              | 14-02-1976 | Caracas,Venezuela                  | Retiene el título Mundial CMB del Peso minimosca      |
| G                                          | 30-7-2 | Takenobu Shimabukuro   | TKO      | 10, (15) 1:25   | 17-12-1975 | Naha,Japón                         | Retiene el título Mundial CMB del Peso minimosca      |
| G                                          | 29-7-2 | Rafael Lovera          | KO       | 4, (15)         | 13-09-1975 | Caracas,Venezuela                  | Gana el título Mundial vacante CMB del Peso minimosca |
| G                                          | 28-7-2 | Calixto Perez          | TKO      | 8, (10) 2:03    | 02-08-1975 | Caracas,Venezuela                  |                                                       |
| G                                          | 27-7-2 | Orlando Quijada        | KO       | 2, (10)         | 16-07-1975 | Caracas,Venezuela                  |                                                       |
| G                                          | 26-7-2 | Orlando Hernandez      | TKO      | 11, (12)        | 12-04-1975 | Caracas,Venezuela                  |                                                       |
| G                                          | 25-7-2 | Jose Luis Luna         | TKO      | 3, (10)         | 22-03-1975 | Caracas,Venezuela                  |                                                       |
| G                                          | 24-7-2 | Javier Valdez          | TKO      | 8, (10)         | 01-03-1975 | Caracas,Venezuela                  |                                                       |
| G                                          | 23-7-2 | Arturo Patino          | KO       | 7, (10)         | 31-01-1975 | Caracas,Venezuela                  |                                                       |
| D                                          | 22-7-2 | Roger Buchelli         | PTS      | 10              | 06-09-1974 | Quito,Ecuador                      |                                                       |
| E                                          | 22–6–2 | Calixto Perez          | Decisión | 10              | 08-07-1974 | Maracaibo, Venezuela               |                                                       |
| G                                          | 22-6-1 | Cesar Gonzalez         | KO       | 4, (10)         | 28-09-1973 | Guayaquil,Ecuador                  |                                                       |
| G                                          | 21-6-1 | Carlos Rebanacos       | TKO      | 4, (10)         | 18-06-1973 | Caracas,Venezuela                  |                                                       |
| G                                          | 20-6-1 | Gonzalo Cruz           | TKO      | 5, (10)         | 08-06-1973 | Guayaquil,Ecuador                  |                                                       |
| G                                          | 19-6-1 | Carlos Osorio          | TKO      | 8, (10)         | 13-04-1973 | Caracas,Venezuela                  |                                                       |
| D                                          | 18-6-1 | Pablito Jimenez        | PTS      | 10              | 26-08-1972 | Santo Domingo,República Dominicana |                                                       |
| G                                          | 18-5-1 | Fernando Cuevas        | TKO      | 5, (10)         | 16-10-1971 | Puerto La Cruz,Venezuela           |                                                       |
| D                                          | 17-5-1 | Orlando Amores         | UD       | 10              | 18-09-1971 | Ciudad de Panamá,Panama            |                                                       |
| E                                          | 17–4–1 | Santos Luis Rivera     | Decisión | 10              | 21-08-1971 | Caracas, Venezuela                 |                                                       |
| G                                          | 17-4   | Andrés Hernandez       | PTS      | 10              | 10-07-1971 | Caracas,Venezuela                  |                                                       |
| G                                          | 16-4   | Pablito Jimenez        | PTS      | 10              | 28-05-1971 | Caracas,Venezuela                  |                                                       |
| G                                          | 15-4   | Raul Noria             | TKO      | 5, (10)         | 18-09-1970 | Caracas,Venezuela                  |                                                       |
| G                                          | 14-4   | Henry William Gonzalez | KO       | 4, (10)         | 30-07-1970 | Caracas,Venezuela                  |                                                       |
| D                                          | 13-4   | Alejandro Lopez        | TKO      | 6, (10)         | 01-06-1970 | Tijuana, México                    |                                                       |
| G                                          | 13-3   | Chilo Ortega           | KO       | 1, (10)         | 20-04-1970 | Tijuana, México                    |                                                       |
| D                                          | 12-3   | Ricardo Delgado        | TKO      | 9, (10)         | 09-02-1970 | Tijuana, México                    |                                                       |
| G                                          | 12-2   | Carlos Zayas           | PTS      | 10              | 21-07-1969 | Caracas,Venezuela                  |                                                       |
| D                                          | 11-2   | Natalio Jimenez        | PTS      | 10              | 16-06-1969 | Santo Domingo,República Dominicana |                                                       |
| G                                          | 11-1   | Hilario Diaz           | PTS      | 10              | 06-06-1969 | Caracas,Venezuela                  |                                                       |
| G                                          | 10-1   | Mario Garcia           | TKO      | 4 (10)          | 07-03-1969 | Caracas,Venezuela                  |                                                       |
| G                                          | 9-1    | Natalio Jimenez        | PTS      | 10              | 20-12-1968 | Caracas,Venezuela                  |                                                       |
| D                                          | 8-1    | Natalio Jimenez        | PTS      | 10              | 18-11-1968 | Caracas,Venezuela                  |                                                       |
| G                                          | 8-0    | Romeo Diaz             | TKO      | 2, (8)          | 11-10-1968 | Caracas,Venezuela                  |                                                       |
| G                                          | 7-0    | Fernando Cuevas        | PTS      | 8               | 14-09-1968 | Caracas,Venezuela                  |                                                       |
| G                                          | 6-0    | Jose Ferrer            | TKO      | 2,(6)           | 22-01-1968 | Caracas,Venezuela                  |                                                       |
| G                                          | 5-0    | Enrique Calatayud      | TKO      | 1,(6)           | 18-11-1967 | Cumana,Venezuela                   |                                                       |
| G                                          | 4-0    | Fernando Cuevas        | PTS      | 6               | 29-09-1967 | Caracas,Venezuela                  |                                                       |
| G                                          | 3-0    | Luis Sanchez           | TKO      | 2, (6)          | 15-04-1967 | Maracaibo,Venezuela                |                                                       |
| G                                          | 2-0    | Enrique Calatayud      | PTS      | 4               | 17-03-1967 | Maracay,Venezuela                  |                                                       |
| G                                          | 1-0    | Pedro Garcia           | KO       | 1,(4)           | 28-02-1967 | Caracas,Venezuela                  | Debut Profesional                                     |